# 皇家山（巴爾的摩大學／MICA）站
皇家山（巴爾的摩大學／MICA）站（英語：Mount Royal (University of Baltimore/MICA)）是巴爾的摩輕軌的車站之一，三條路線的班車皆有停靠。本站無免費停車場，本站可轉乘馬里蘭運輸局第27路公車，位置在霍華街隧道北口的東邊。
本站位於巴爾的摩大學校園的西北端，馬里蘭藝術學院（Maryland Institute College of Art）校園的北端，站址原先是巴爾的摩與俄亥俄鐵路的皇家山站。

## 外部連結
- Schedules
- Station from Mt. Royal Avenue from Google Maps Street View